# امامزاده سلطان میراحمد
امامزاده سلطان میراحمد امامزاده ایست در شهر کاشان. آرامگاه این امامزاده که گفته می‌شود نسبش به موسی کاظم می‌رسد (احمد میرزاده فرزند موسی ابو احمد ضیاالدین فرزند احمد ابو ناصر قمرالدین فرزند موسی ابو احمو شهاب الدین فرزند احمد ابو عبدالله النقیب فرزند محمد الاعرج فرزند احمد النقیب فرزند موسی المبرقع فرزند امام جواد می‌باشد) دارای صحن و ایوان و بارگاه و رواق‌های بزرگ و گنبد مخروطی شکل است. کاشیکاری‌های جلوی ایوان بزرگ و دو مناره طرفین آن در دورهٔ قاجار تعمیر و بازسازی شده است. گور امامزاده درون ضریحی مزین بوده است، ولی در اوایل سدهٔ کنونی آن ضریح دزدیده شده است. فقط روی ازاره‌های درون رواق‌ها تعدادی از کاشی‌های دوران صفوی باقی مانده است.
این امامزاده در خیابان علوی، محله سلطان میراحمد واقع شده و در تاریخ ۲۰ خرداد ۱۳۲۱ با شمارهٔ ثبت ۳۵۲ به‌عنوان یکی از آثار ملی ایران به ثبت رسیده است.